# 加利切岩
62°23′43″S 59°20′53″W / 62.39528°S 59.34806°W
加利切岩，是南極洲的岩石，位於南設得蘭群島的羅伯特島東岸，處於索莫維特角東北面0.15公里、基臣角以南0.78公里和巴圖利亞角以北0.9公里，長0.3公里、寬0.18公里，以保加利亞西北部城鎮命名，現時由南極條約體系管理。